# Красная Половина
Кра́сная Полови́на — деревня Краснинском районе Липецкой области России. Входит в состав Александровского сельсовета.

## Топоним
К 1926 году — посёлок Полови́н, в 1932 году отмечается как деревня Полови́на. Позднее к основному названию прибавили определение Красная в значении красивая.

## География
Деревня находится в северо-западной части области, в лесостепной зоне.

### Климат
Климат характеризуются как умеренно континентальный, с умеренно холодной продолжительной зимой и тёплым летом. Средняя температура воздуха самого холодного месяца (января) — −9,5 °C; самого тёплого месяца (июля) — 19 °C. Вегетационный период длится в среднем 180 дней. Среднегодовое количество атмосферных осадков варьирует в пределах от 500 до 531 мм, из которых около 70 % выпадает в тёплый период в виде дождя.

## История
Возникла в 1920-х годы. 

## Население
| 2010 |
| ---- |
| 0    |

### Историческая численность населения
По переписи 1926 года проживали 77 человек.

## Инфраструктура
Личное подсобное хозяйство с зоной сельскохозяйственного использования, индивидуальная застройка усадебного типа.

## Транспорт
Просёлочные дороги. 